# Eugen Walaschek
Eugen „Genia” Walaschek (Moszkva, Oroszország, 1917. június 20. – 2007. március 22.) svájci labdarúgócsatár, edző.